# Ectropis ochrifasciata
Ectropis ochrifasciata är en fjärilsart som beskrevs av Moore 1880. Ectropis ochrifasciata ingår i släktet Ectropis och familjen mätare. Inga underarter finns listade i Catalogue of Life.